# Ceruchus lignarius lignarius
Ceruchus lignarius lignarius es una subespecie de coleóptero de la familia Lucanidae.

## Distribución geográfica
Habita en Japón.